# メットライフ新潟テレコムビル
メットライフ新潟テレコムビル（めっとらいふにいがたてれこむびる）は、新潟県新潟市中央区にあるオフィスビルである。

## 概要
1989年に「新潟テレコムビル」という名称で竣工。2001年よりNBF（日本ビルファンド投資法人）が保有していたが、2022年7月に建物の譲渡が行われ、「NBF新潟テレコムビル」から「メットライフ新潟テレコムビル」に名称変更。
- 1989年(平成元年)：竣工

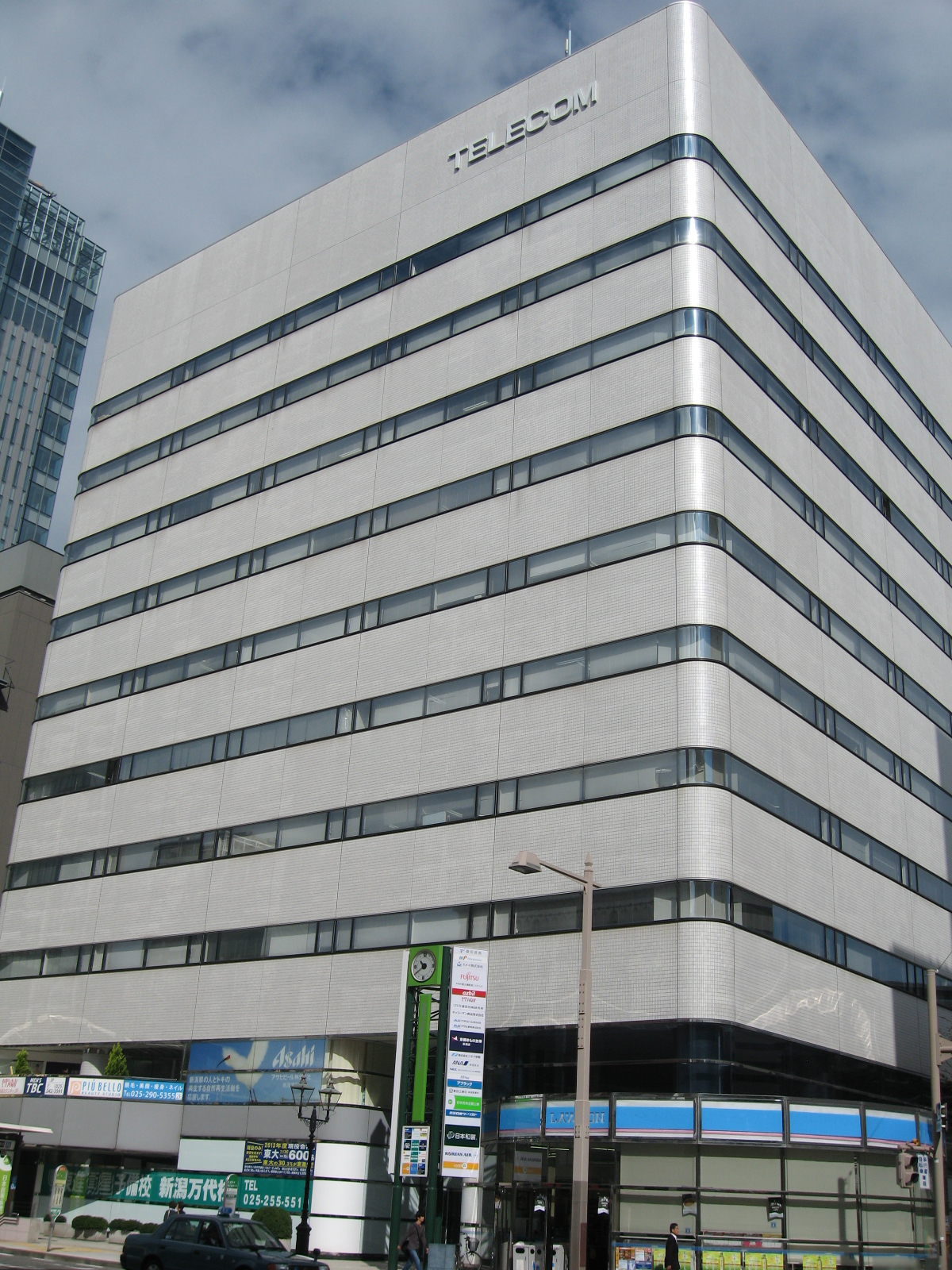
NBFが所有していた頃の新潟テレコムビル(2013年10月)

- 2001年(平成13年)：NBFが所有者となる。

- 2022年(令和4年)7月：所有者がNBFからメットライフ生命に変更になる。

## 施設
- ローソン新潟万代テレコムビル店
- パスタの森万代店
- TBC新潟店
- MEN'STBC新潟店
- 近畿日本ストリート
- 東進ハイスクール新潟校

## アクセス
- 新潟駅から徒歩9分
- バス停「万代シテイ」から徒歩5分
- 駐車場完備(61台)